# Грохольский, Станислав
Станислав Тадеуш Грохольский (пол. Stanisław Grocholski; 6 июня 1858, с. Жолыня, Австрийская империя (ныне Ланьцутский повят, Подкарпатское воеводство, Польша) — 26 февраля 1932, Буффало, США) — польский живописец.

## Биография
Представитель шляхетского рода герба Сырокомля.
В 1877—1880 годах обучался живописи в Краковской Школе изящных искусств под руководством Владислава Лущкевича и Яна Матеко, затем совершенствовался в академиях художеств Вены, Парижа (у Леона Бонна) и Мюнхена (у Александра фон Вагнера).
Затем около 20 лет жил в Мюнхене. В 1891 году открыл частную школу живописи и графики, в которой, кроме поляков, обучалось много немцев. Собрал вокруг себя многих польских художников.
Получил признание благодаря своим живописным работам. Картины С. Грохольского покупали как для частных, так и для публичных коллекций. Экспонировал свои работы в Германии (Стеклянный дворец (Мюнхен), 1880—1900) и на национальных выставках (Варшава, Краков и Львов).
В 1901 году переехал в США и поселился в Милуоки.

## Творчество
Представитель реализма в польской живописи.
Писал портреты, жанровые сцены (особенно охотно гуцульский быт и еврейский фольклор), сакральные полотна для польских церквей.
В 1886 году создал интерьер церкви в Вене. В США украсил ряд польских костёлов (полихромия костёла Святой Ядвиги в Чикаго).
Репродукции его произведений публиковались на родине в журналах «Kłosy» и «Tygodnik Ilustrowany».
Картины хранятся во многих галереях мира, в том числе в Музее изобразительных искусств имени А. С. Пушкина в Москве.

## Избранные картины
- Молящиеся евреи
- Женский портрет
- Портрет женщины с ландышем
- Смерть сироты
- Молитва еврея
- Баварская женщина